# 前山おへんろ交流サロン
前山おへんろ交流サロン（まえやまおへんろこうりゅうさろん）は、香川県さぬき市前山の香川県道3号志度山川線沿いに位置し、四国遍路に関する歴史的資料を展示するとともにお遍路さんの交流の場を提供している施設である。

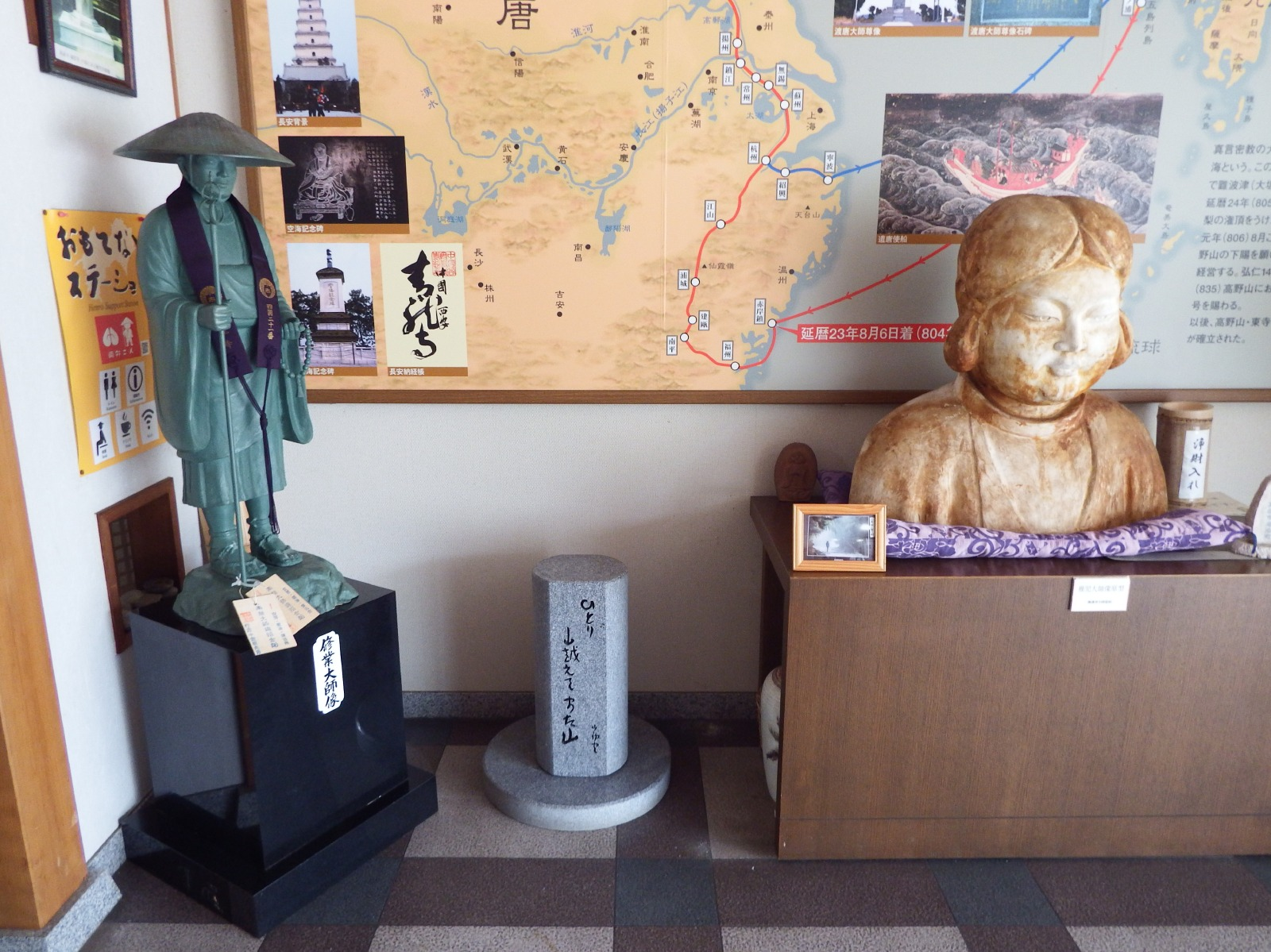
玄関ホール

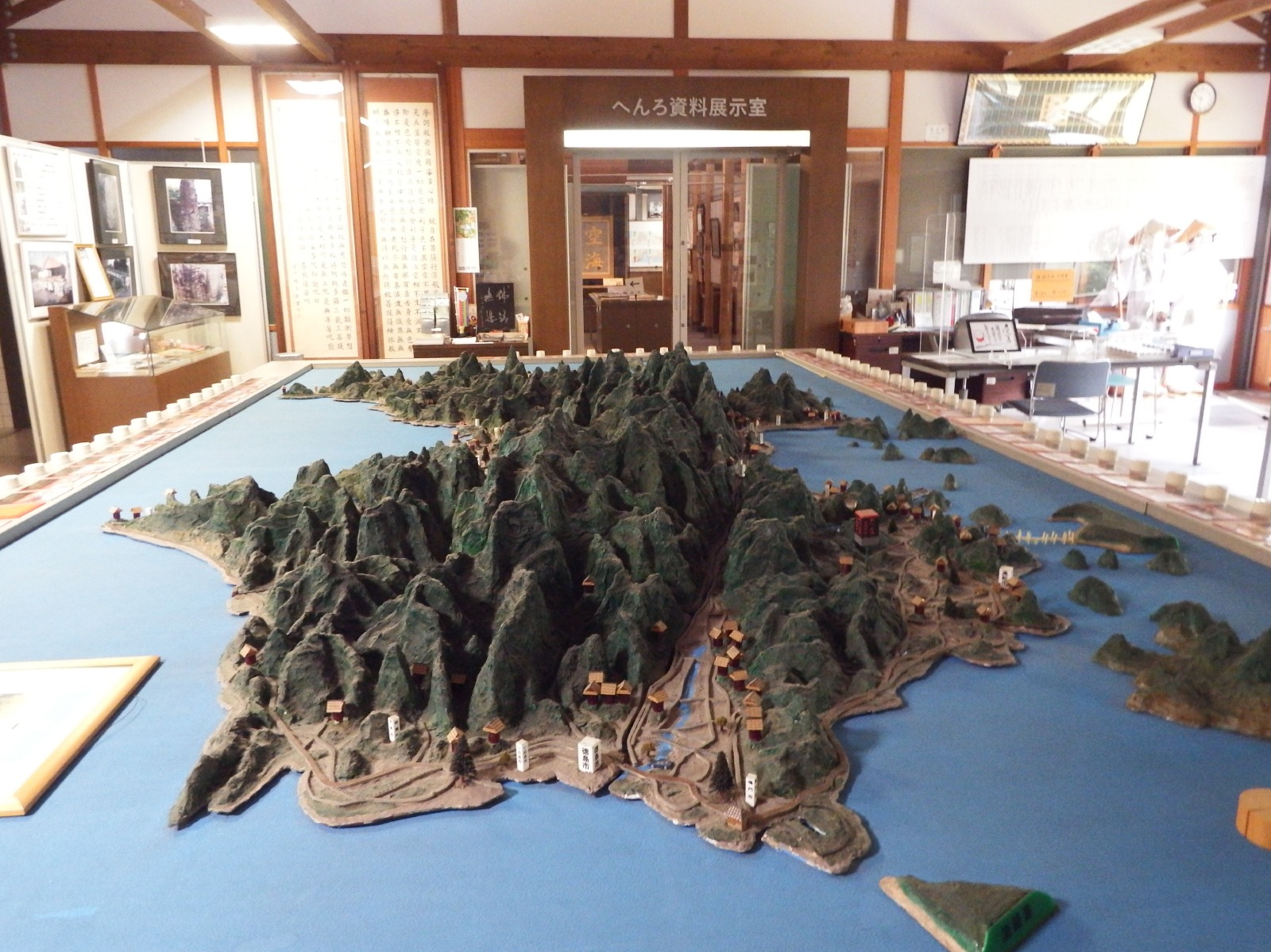
ジオラマ模型

入館料は不要。

## 概要
87番長尾寺から88番大窪寺の途中で遍路道、車道がともに通過する位置にあり、前山ダムを越えこれからいよいよ険しい山道に差し掛かる場所である。なお、歩きでまたは自転車で四国八十八ケ所を一周し、もしくは結願直前の来館時に申請すれば、四国八十八ヶ所遍路大使任命書とバッジを交付している

## 歴史
- 昭和54年（1970年）から平成4年（1992年）まで、旧銀行跡で長尾町歴史民俗資料館を開館[1]
- 平成11年（1999年）11月7日に農村活性化センターに「おへんろ交流サロン」と特産品販売コーナが併設して開館
- 平成14年（2002年）3月に道を挟んだ向かいに「道の駅ながお」がオープンして特産品販売コーナーがそちらに移り、単独になる。
- 平成16年（2004年）4月8日より遍路大使任命書を発行する。
- 現在の館長は令和2年（2020年）春より就任の5代目である。

## 館内
1.空海・長安への道
2.四国八十八ヶ所ジオラマ模型
3.全国の納札表
4.往来手形
5.巡礼の装束像
6.真念
7.納札俵
8.行基
9.納札変遷
10.「空海」刺繍
11.青龍寺遺跡庭園模型
12.日本分県里程図
13.俵札
14.中務茂兵衛
15.納経帳
16.弘法大師空海
17.衛門三郎伝説
18.過去の記念御影
19.八十八ヶ箇所鳥瞰図

## アクセス
JR高徳線志度駅またはことでん長尾線長尾駅よりさぬき市コミュニティバス志度・造田・多和線で道の駅ながお下車